# Cratere Kingston
Kingston  è un cratere sulla superficie di Marte.